# Сперматофор
Сперматофор (от др.-греч. σπέρμα «семя» и φορός «несущий») — капсула, наполненная сперматозоидами, у животных.
Наличие капсулы облегчает транспортировку и защищает от неблагоприятного воздействия окружающей среды, например, от пересыхания или перегрева.

## Описание

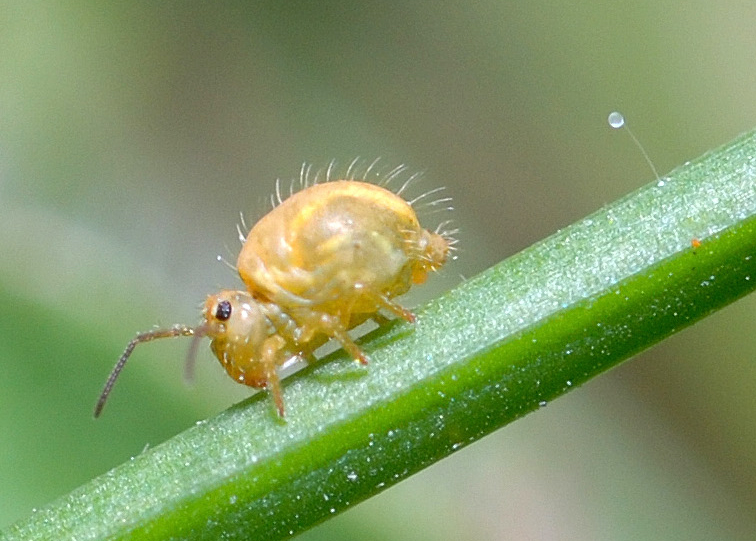
Сперматофор (на ножке) у коллембол

У некоторых животных капсула целиком попадает в семяприёмник и может некоторое время там храниться. В других случаях самцы прикрепляют сперматофоры к поверхности тела самок или внедряют их в ткани, после чего сперматозоиды самостоятельно мигрируют в семяприёмник или к зрелым яйцеклеткам. Характерно для пиявок, некоторых моллюсков, ракообразных, паукообразных, многоножек, насекомых, погонофор и земноводных.
Сперматофорное осеменение противопоставляют наружному осеменению, при котором половые клетки выбрасываются в окружающую водную среду, где перемещаются внешними силами и за счёт собственной подвижности, и копуляции, при которой сперма поступает в вагинальный проток непосредственно из мужского гонопора (обычно с помощью специализированного копулятивного аппарата).

## Распространение в группах животных

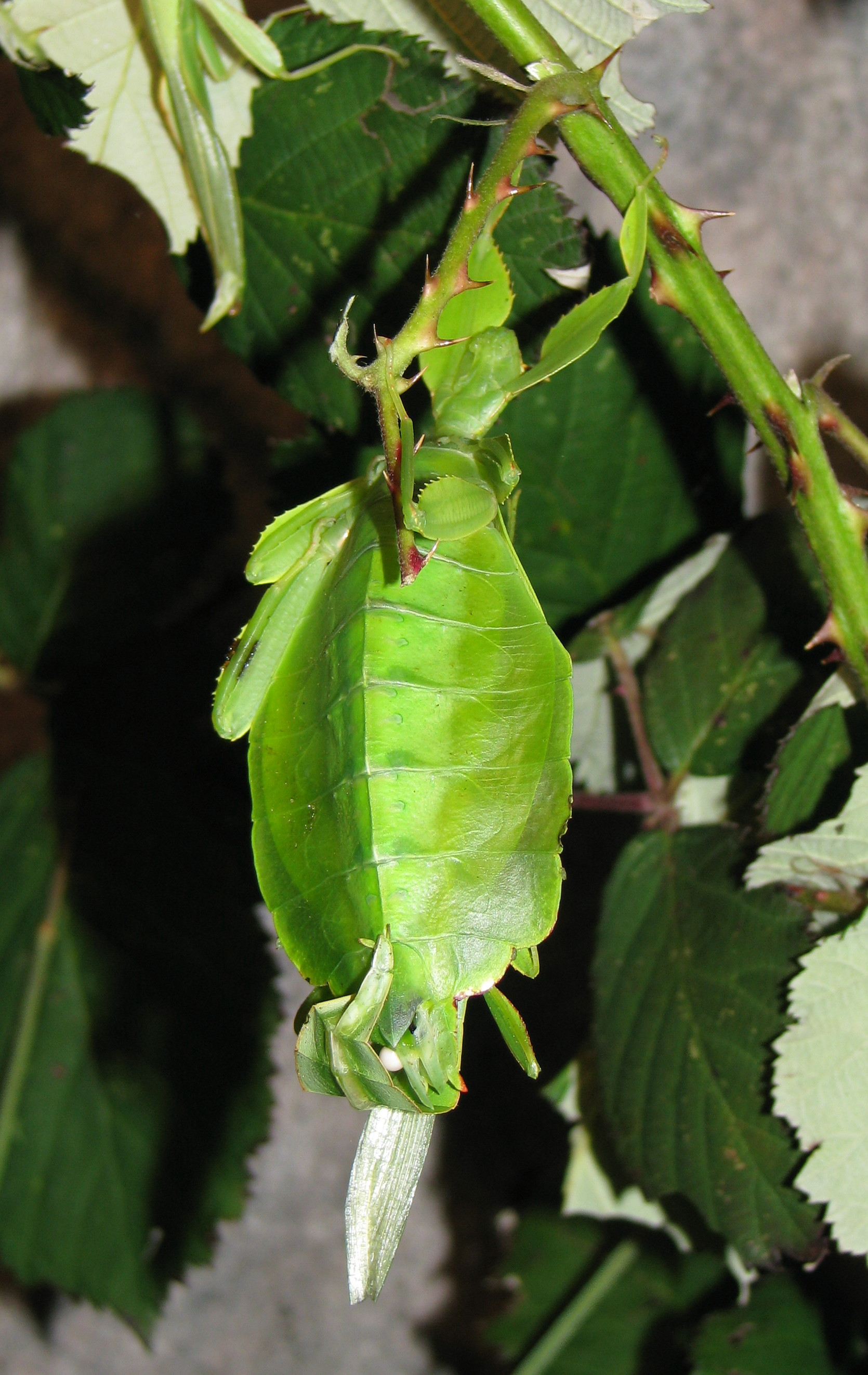
Сперматофорное осеменение у палочника Phyllium siccifolium. Самец прикрепляется к заднему концу тела самки и помещает шарообразный белый сперматофор в её половое отверстие

Как и копуляция, сперматофорное осеменение распространено в первую очередь в тех группах, для которых наружное осеменение оказывается неэффективным, например, среди обитателей суши и подвижных организмов, характеризующихся сравнительно разреженными поселениями.
Сперматофоры используют представители многих таксонов, среди них:
- членистоногие
- Моллюски: головоногие моллюски, некоторые группы брюхоногих моллюсков
- кольчатые черви
- хвостатые земноводные.

## Передача сперматофора

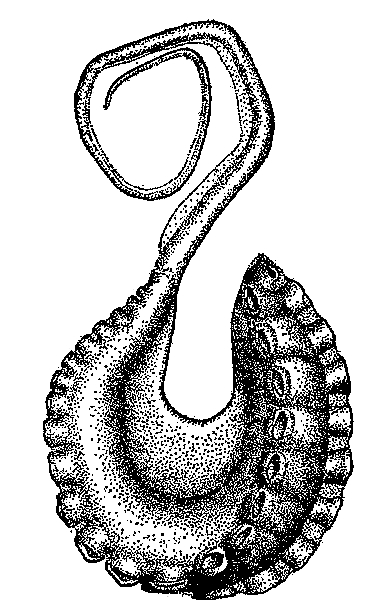
Гектокотиль аргонавта Argonauta bottgeri

Механизмы, с помощью которых сперматофор попадает в женские половые протоки, различаются в разных группах. У большинства членистоногих перенесение осуществляется с помощью конечностей.
Сперматофоры головоногих моллюсков переносятся из мантийной полости самца в мантийную полость самки с помощью специализированного щупальца — гектокотиля. У осьминогов гектокотиль способен отрываться от тела, самостоятельно находить самку и попадать в её мантийную полость.
Самцы представителей семейства саламандр приклеивают сперматофор к какому-нибудь предмету, после чего самки самостоятельно вбирают его клоакой.